# 米夏埃尔·尤拉克
米夏埃尔·尤拉克（德語：Michael Jurack，1979年2月14日—），德国前男子柔道运动员。他曾代表德国参加2004年夏季奥林匹克运动会柔道比赛，获得男子100公斤级铜牌。